# República de Abril
A gala "República de Abril" é um programa / espectáculo comemorativo do 36º Aniversário da Revolução dos Cravos, em homenagem à Mulher Portuguesa, no ano em que se comemoram os 100 anos da República.  
A "República de Abril" é representada por um busto de mulher, porque os direitos da Mulher são uma das importantes conquistas de Abril, porque o papel da mulher na luta contra a ditadura e nas conquistas de Abril é uma história ainda não contada, pretende-se com este programa, num encontro de homens e mulheres num palco, estabelecer uma ligação entre os ideais republicanos e os de Abril, cantando a Liberdade, a Fraternidade e a Igualdade na diferença dos sexos. 
O programa homenageia grandes mulheres portuguesas ligadas às mais diversas actividades, contemplando diversos clips e/ou reportagens, desde biografias de arquivo a depoimentos.
República de Abril foi gravado ao vivo no Coliseu dos Recreios, no dia 15 de Abril de 2010 e transmitido pela RTP 1, no dia 25 de Abril de 2010.

## Intérpretes
Bernardo Sasseti, Carlos Alberto Moniz, Carlos do Carmo, Carlos Mendes, Fernando Tordo, Guilherme Leite, Helena Vieira, Isabel Cid, João Pedro País, José Mário Branco, Lena d'Água, Luísa Amaro, Luísa Basto, Mafalda Veiga, Manuel Freire, Maria Anadón, Maria Barroso, Maria de Medeiros Maria do Amparo, Maria João, Maria Viana, Odete Santos, Rita Guerra, Ruy de Matos, Samuel, Simone de Oliveira, Vitorino. 
PARTICIPAÇÃO TEATRAL: A Barraca com excerto da peça A Balada da Margem Sul de Hélder Costa e música de Jorge Palma, com Sérgio Moras, Ciomara Morais, Adérito Lopes, Rui Sá, Rita Fernandes, Ady Batista, Carlos Paca, Fabrizio Quissanga, Giovanni Lourenço, Patrícia Adão Marques, Ruben Santos, Rute Miranda, Diogo Severino, Maikel Sani e Vera Ferreira. 
Coro Oficina do Canto.
Grupo de Artista do Chapitô.
Grupo Coral FemininoTerra de Catarina (Baleizão).
BANDA MUSICAL dirigida por Carlos Alberto Moniz.
APRESENTADORES: Júlio Isidro e Sílvia Alberto.

## Fonte
- Coliseu dos Recreios
- RTP
- SAPO - Portal Fama